# Charles Marie
Le Charles Marie est un ancien chalutier de Granville construit en 1968. Il est restauré en 1999-2000 pour être transformé en bateau de croisière, gréé en dundee, deux mâts et à voile au tiers.
Son immatriculation est : CH 273 933 (quartier maritime de Cherbourg).
Il est labellisé BIP (Bateau d'intérêt patrimonial) depuis 2012 par l'Association patrimoine maritime et fluvial.

## Histoire
Après plus de trente ans de pêche, il est restauré pour devenir un voilier charter en tant que cotre aurique. Il propose des sorties en mer pour 26 personnes et des petites croisières pour 12 personnes, à la découverte de la baie du mont Saint-Michel et aux îles Chausey.
Il fait partie de la flotte d'« Esprit Grand Large ». En tant que membre de l'Association des vieux gréements granvillais (AVGG) il participe aussi aux manifestations de vieux gréements.